# الكاربوباص مولوينسيس
الكاربوباص مولوينسيس (الاسم العلمي: Carasobarbus moulouyensis) هو أحد أنواع شعاعيات الزعانف في فصيلة شبوطيات. توجد فقط في المغرب.
الموطن الطبيعي الكاربوباص مولوينسيس هو الأنهار. لا يعتبره الاتحاد الدولي لحفظ الطبيعة من الأنواع المهددة بالانقراض .
يخضع التصنيف ونظاميات في البارب المغاربية لنزاع كبير. يعتبر بعض المؤلفين أن الكاربوباص مولوينسيس نوع مميز، بينما يدرجه آخرون في البارب الجزائرية (Luciobarbus callensis).